# Querobabi
Querobabi es la población más grande del municipio de Opodepe, ubicado en el estado de Sonora, México. Es famoso por la producción del ladrillo artesanal, del mismo nombre.

## Historia
La palabra Querobabi en lengua Ópata significa Quelite en Agua y en la lengua pima significa Agua de Gavilán. 
Al noroeste del pueblo se encuentra el Rancho El Suareño, el origen de esta Comunidad llamada originalmente San José de Querobabi. En este lugar se localiza una construcción que fue una estación de las Diligencias que iban de norte a sur y viceversa, principalmente de Guaymas, Sonora, hasta Tucson, Arizona y viceversa, construida también para dar albergue a la servidumbre del rancho. La construcción mencionada fue realizada bajo las órdenes de Don José Joaquín Suárez Fernández y fue fundada en el año 1832.

## Ubicación
La Localidad de Querobabi se encuentra en el Municipio de Opodepe, dentro de la Región Centro del Estado de Sonora, situada a 112 km al norte de la capital Estatal, Hermosillo. Del entronque con la autopista Internacional Hermosillo-Nogales, se une a esta Población con una distancia de 8 km.
El Municipio de Opodepe está formado por 10 Localidades, siendo la Comunidad de Querobabi la más grande en cuanto a extensión y número de habitantes y cuenta con el carácter administrativo de Comisaría del Municipio de Opodepe. Esta Comisaría pertenece a la Jurisdicción Legislativa de Ures y a la Jurisdicción Sanitaria n.º 1 de Hermosillo, a través de la Coordinación Médica Local n.º 1 de la Secretaria de Salud del Estado de Sonora.
Tiene una superficie territorial en su zona urbana de aproximadamente 92 hectáreas. Los límites y colindancias de esta Comunidad son:
- Norte: Con el municipio de Benjamín Hill, a una distancia de 20 km.
- Sur: Con el municipio de Carbó a 45 km.
- Este: municipio de Opodepe, su cabecera municipal a una distancia de 57 km.
- Oeste: Con el municipio de Trincheras a 8 km.

## Personas destacadas
- Adrián López: Compositor de canciones. Conocido en el género regional mexicano.